# Saison 2 d'Off Prime
 (février 2018).
Si vous disposez d'ouvrages ou d'articles de référence ou si vous connaissez des sites web de qualité traitant du thème abordé ici, merci de compléter l'article en donnant les références utiles à sa vérifiabilité et en les liant à la section « Notes et références ».
Chronologie
Saison 1
Cet article présente le guide des épisodes de la deuxième saison de la série télévisée française Off Prime. Les épisodes n'ont jamais été diffusés sur M6. Ils sont disponibles en DVD.

## Épisodes

### Épisode 1:Confusions
- Pierre Vernier
- Joséphine de Meaux
- Catherine Lascault
- Jean-Roch Pirot
- Mia Frye
- Thierry Roland
- Mac Lesggy
- Pierre Ménès

### Épisode 2:Quelques cours
- Pierre Vernier
- Joséphine de Meaux
- Catherine Lascault
- Jean-Roch Pirot
- Mia Frye

### Épisode 3:Demande en mariage
- Jean-Luc Couchard
- Catherine Lascault
- Jean-François Gallotte
- André Manoukian

### Épisode 4:Reviens vite
- Éric Prat
- Jean-Luc Couchard
- Nathalie Krebs
- Gaëlle Hausermann
- Arnaud Lechien
- Frédéric Diefenthal

### Épisode 5:Les Cultures
- Pierre Vernier
- Joséphine de Meaux
- Catherine Lascault
- Cédric Ben Abdallah
- Michel Bernini
- Sébastien Lalanne
- Alexandre Astier
- Magloire

### Épisode 6:Savoir aidé
- Jean-Luc Couchard
- Cédric Ben Abdallah
- Michel Bernini
- Arnaud Tsamere
- Stéphane Casez
- Pascal Obispo

### Épisode 7:Un peu de mystère...
- Olivier Saladin
- Éric Prat
- Nathalie Krebs
- Josée Drevon
- Cédric Ben Abdallah
- Michel Bernini
- Sébastien Lalanne
- Arsène Mosca
- Léon Vitale
- Hippolyte Girardot
- Alexandre Astier

### Épisode 8:Chacun son tour
- Olivier Saladin
- Éric Prat
- Joséphine de Meaux
- Nathalie Krebs
- Josée Drevon
- Avy Marciano
- Dorothée Pousséo
- Cédric Ben Abdallah
- Sébastien Lalanne
- Arsène Mosca
- Léon Vitale
- Hippolyte Girardot
- Alexandre Astier et d'Alessandra Sublet

### Épisode 9:Un ami, oublié, retrouvé
- Hubert Saint-Macary
- Mikaël Fitoussi
- Philippe Vandel
- Valérie Damidot

### Épisode 10:La Nouvelle Émission
- Avy Marciano
- Hubert Saint-Macary
- Dorothée Pousséo
- Mikaël Fitoussi
- Disiz La Peste

### Épisode 11:Le Mariage de mon père
- Olivier Saladin
- Avy Marciano
- Éric Prat
- Hubert Saint-Macary
- Nathalie Krebs
- Josée Drevon
- Dorothée Pousséo
- Mikaël Fitoussi
- Claudine Vincent

### Épisode 12:Come-back
- Avy Marciano
- Joséphine de Meaux
- Dorothée Pousséo
- Catherine Lascault
- Mikaël Fitoussi
- Guillaume Denaiffe
- Gabrielle Cendraie
- François-Xavier Demaison
- Jérôme Anthony